# Срем

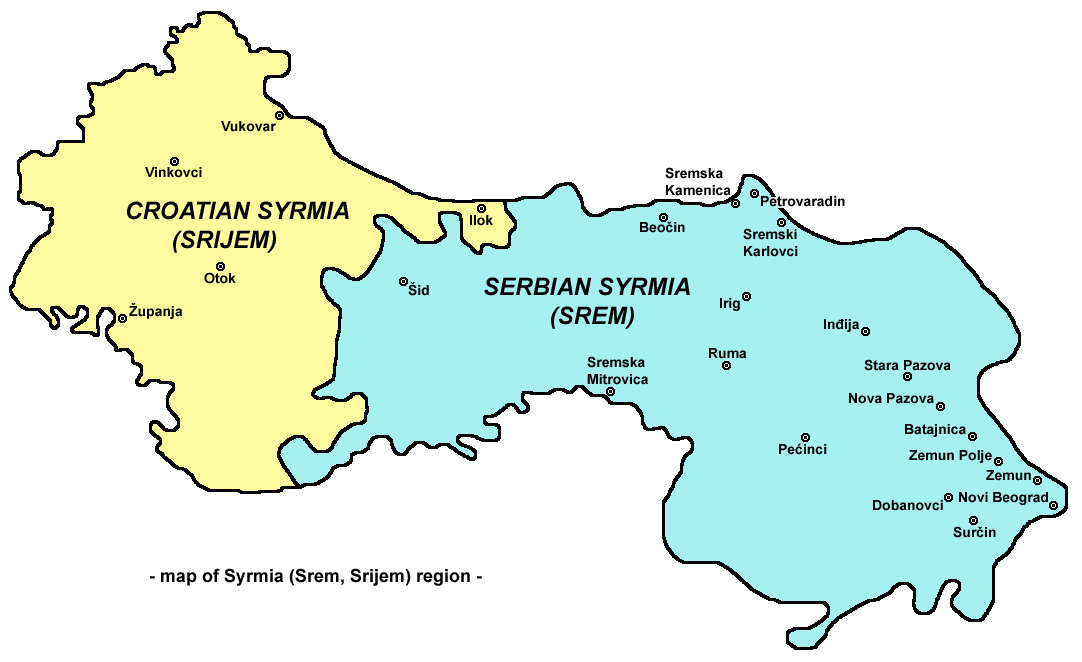
Синій — сербська частина, жовтий — хорватська частина

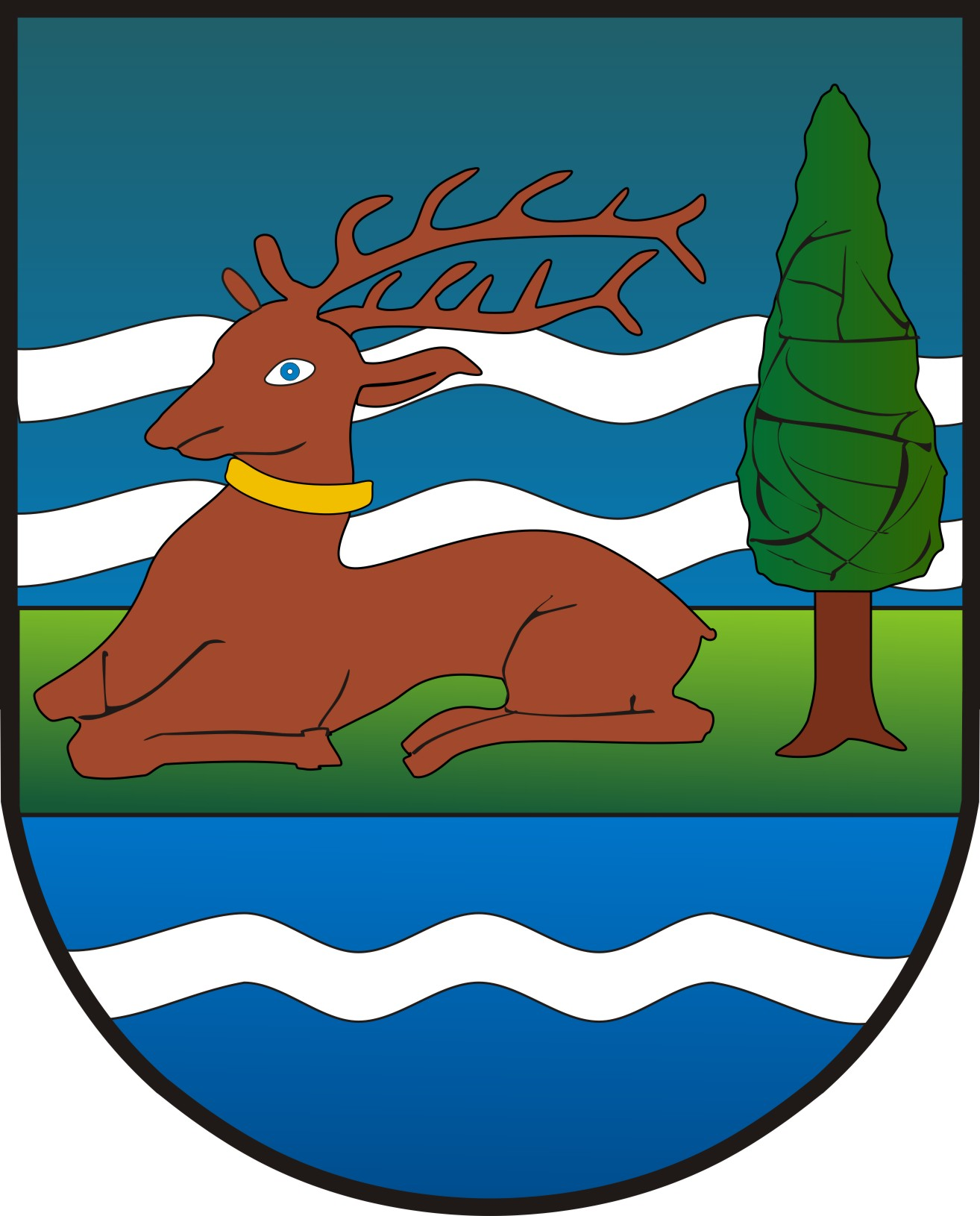
Герб області Срем

45°10′12″ пн. ш. 19°17′17″ сх. д. / 45.170° пн. ш. 19.288° сх. д.
Срем, або Сирмія (серб. Срем; хорв. Srijem; нім. Syrmien; угор. Szerémség) — історичний край на Балканах. Поділений між кількома країнами: східна частина належить Сербії та входить до складу автономного краю Воєводина як окрема земля, тоді як західна частина належить Хорватії та знаходиться на північному заході країни.
Родюча область Панонської рівнини в Європі між долиною Сави (вона відокремлює Срем від Бачки) і Дунаєм.
Більшість терену Срему знаходиться у межах Сремського і Південно-Бацького округів автономного сербського краю Воєводина. Менша частина краю біля Нового Белграда, Земуна, і Сурчина підпорядковуються місту Белград. Західна частина знаходиться в східній частині Хорватії, у Вуковарсько-Сремській жупанії.
Площа — 6870 км². Населення — понад 500 тис. жителів: сербів, хорватів, угорців, словаків й українців (близько 10 000).

## Історія
За час своєї історії Срем був частиною Римської імперії, імперії гунів, Аварського каганату, Гепідського королівства, Візантійської імперії, імперії франків, Болгарського царства, Панонської Хорватії, Угорське королівство, Османської імперії, Габсбурзької монархії, Австрійської імперії, Австро-Угорщини, Королівство сербів, хорватів і словенців, Королівство Югославія, і Соціалістична Федеративна Республіка Югославія.
Українці почали напливати до Срему в кінці 18 ст. із сусідньої Бачки, після 1945 року — також із Боснії. Вони живуть у містах Сремська Митровиця, Інджія, Шид, Вуковар, Вінковці та по селах: Бачинці, Беркасово, Бикич-Долішній, Петровці, Міклошевці.